# Paul Modrich
Paul Modrich n. 13 iunie 1946, Raton, New Mexico, SUA este un biochimist și genetician american. În anul 2015 a fost distins (împreună cu Tomas Lindahl și Aziz Sancar) cu Premiul Nobel pentru Chimie, cu motivarea „pentru studii ale mecanismului de reparare ADN”.